# گاواینه
گاواینه (به لهستانی:  Gałajny) یک روستا در لهستان است که در گمینا گورووو ایواوتسکیه واقع شده‌است. گاواینه ۱۷۶ نفر جمعیت دارد.